# Pavol Hurajt
Pavol Hurajt (n. 4 februarie 1978, Poprad, Eastern Slovakia⁠(d), Cehoslovacia) este un biatlonist ce a reprezentat Slovacia, medaliat olimpic. A participat la 3 ediții ale Jocurilor Olimpice (2006, 2010, 2014) în care a câștigat o medalie de bronz.